# Mødregruppen
Mødregruppen er en dansk komedie fra 2018 instrueret af Charlotte Sachs Bostrup.

## Medvirkende
- Danica Curcic som Line
- Anders W. Berthelsen som Bjørn
- Julie Agnete Vang som Maja
- Martin Buch som Mons
- Marijana Jankovic som Silvia
- Lærke Winther som Solvej
- Stephanie Leon som Caroline
- Martin Høgsted som Mikkel
- Henrik Birch som Jens
- Henning Valin som Klaus
- Ditte Hansen som Statsamtansat

## Modtagelse
Filmen fik blandede anmeldelser i de danske dagblade, fra kun to ud af seks hjerter/stjerner i Politiken og Jyllands-Posten til fire ud af seks i Berlingske og Ekstra Bladet.
Filmen fik et hæderligt billetsalg på 167.048 styks.

## Eksterne Henvisninger
- Mødregruppen på Internet Movie Database (engelsk)
- Mødregruppen på Filmdatabasen
- Mødregruppen på danskefilm.dk
- Mødregruppen på danskfilmogtv.dk
- Mødregruppen på Scope
- Mødregruppen på The Movie Database (engelsk)